# Arisita-(La)
La arisita-(La) és un mineral de la classe dels carbonats. Rep el seu nom d'una de les seves localitats tipus, les pedreres Aris, a Windhoek, Namíbia. El sufix "-(La)" designa la terra rara dominant a la seva composició, el lantà.

## Característiques
La arisita-(La) és un carbonat de fórmula química NaLa₂(CO₃)3-xF2x+1. Cristal·litza en el sistema hexagonal formant cristalls hexagonals, tabulars en {001} i prismàtics en {100}, de fins a 1,5 mil·límetres. És l'anàleg amb lantà de l'arisita-(Ce).
Segons la classificació de Nickel-Strunz, l'arisita-(La) pertany a «05.BD: Carbonats amb anions addicionals, sense H₂O, amb elements de terres rares (REE)» juntament amb els següents minerals: cordilita-(Ce), lukechangita-(Ce), zhonghuacerita-(Ce), kukharenkoïta-(Ce), kukharenkoïta-(La), cebaïta-(Ce), cebaïta-(Nd), arisita-(Ce), bastnäsita-(Ce), bastnäsita-(La), bastnäsita-(Y), hidroxilbastnäsita-(Ce), hidroxilbastnäsita-(Nd), hidroxilbastnäsita-(La), parisita-(Ce), parisita-(Nd), röntgenita-(Ce), sinquisita-(Ce), sinquisita-(Nd), sinquisita-(Y), thorbastnäsita, bastnäsita-(Nd), horvathita-(Y), qaqarssukita-(Ce) i huanghoïta-(Ce).

## Formació i jaciments
És un mineral post-magmàtic hidrotermal que es troba en cavitats miarolítiques com a nuclis rics en lantà en arisita-(Ce) en fonolites associades amb alcalins volcànics. Sol trobar-se associada a altres minerals com: vil·liaumita, aegirina, analcima, apatita, fluorita, manganoneptunita, microclina, natrolita, esfalerita, tuperssuatsiaïta, zakharovita o arisita-(Ce). La seva localitat tipus es troba a les pedreres Aris, a Aris (província de Windhoek, Namíbia), l'únic indret on se n'ha trobat.